# جيسي سيرجنت
جيسي سيرجنت (بالإنجليزية: Jesse Sergent) مواليد 8 يوليو 1988 في نيوزيلندا، هو دراج نيوزلندي في صنف سباق الدراجات على الطريق. شارك في دورة الألعاب الأولمبية الصيفية وفاز بميدالية أولمبية.

## الميداليات
| الميدالية | المسابقة                       |
| --------- | ------------------------------ |
| برونزية   | الألعاب الأولمبية الصيفية 2008 |
| برونزية   | الألعاب الأولمبية الصيفية 2012 |
| فضية      | دورة ألعاب الكومنولث 2010      |
| فضية      | دورة ألعاب الكومنولث 2010      |

## روابط خارجية
- جيسي سيرجنت على موقع الاتحاد الدولي للدراجات (الإنجليزية)
- جيسي سيرجنت على موقع أرشيف الدراجات (الإنجليزية)
- جيسي سيرجنت على موقع إحصائيات الدراجات الإحترافية (الإنجليزية)
- جيسي سيرجنت على موقع نسبة الدراجات (الإنجليزية)
- جيسي سيرجنت على موقع CycleBase (الإنجليزية)
- جيسي سيرجنت على موقع أوليمبيديا (الإنجليزية)
- جيسي سيرجنت على موقع اللجنة الأولمبية النيوزيلندية (الإنجليزية)
- جيسي سيرجنت على موقع اتحاد ألعاب الكومنولث (مؤرشف) (الإنجليزية)